# Lago Torrens
O lago Torrens é um lago salgado de 5745 km² situado a oeste dos Montes Flinders, na Austrália Meridional, cerca de 400 km a norte e ligeiramente a ocidente de Adelaide. Apresenta-se normalmente como um pântano salgado, mas por vezes transborda depois de chuvas intensas.